# 申状
申状（もうしじょう）とは、下位の者から上位の者に向かって差し出される上申のための文書様式。元来は申文と同義語であったが、後世においては天皇・太政官への官位申請などに限定されて用いられるため、申状とは区別される。

## 概要
公式令には、被官官司より所管官司に上申する際に出される解と呼ばれている書式が存在したが、当時の日本では未だ文書行政に馴染みが薄く、個人から官司に対する上申にも公式令的に誤った書式である解の書式が用いられる場合があった。平安時代中期頃より、解に官奏の一種である請奏の書式を組み合わせた解文（解状）と呼ばれる書式が登場するようになる。これは解の書出に「請……状」（……には要旨を記す）という一文を挟んでから本文を記すというもので、在地の住人（百姓）が国司や荘官の不正などの愁嘆を中央や荘園領主に訴える場合などに用いられたため、「愁文」・「愁状」とも呼ばれた。ただし、解文・愁文などの語は鎌倉時代に入ると次第に用いられなくなり、替わってより簡便な書式である申状が用いられるようになった。
申状は書出を「某申……事」もしくは「某言上……事」、書止を「仍状如件」もしくは「仍言上如件」となる文章で言上という語が用いられている場合には言上状（ごんじょうじょう）とも呼ばれている。文章も公文書の書式から離れた和様漢文体が用いられ、後世には仮名文字で書かれた文章も出現する。中世（12世紀以後）に主に裁判における訴状や解文を継いで在地の住人が国司や荘官の不正を訴える場合や年貢の減免などを求める場合に用いられた。15世紀になると完全に律令制以来の公文書の体裁から逸脱して候文体に変化し、書出は「畏申上候」もしくは「謹申上候」、書止も「恐々謹言」もしくは「恐惶謹言」、日付下に「差出状」の文字を入れ次に宛名を書く申状が主流となる。
ただし、武家政権の下で訴状・陳状と呼ばれる訴訟文書の形式が成立するようになると、訴訟に申状が用いられることがなくなり、近世においては単に身分・職制が下位の者から上位の者に差し出す特別な意味を持たない一般的な文書のみを指す様になった。『日葡辞書』では「ある事について申し立てた書状または書付」、『日本大文典』では「身分の劣った者から極めて高い方へ差上げる荘重な書状」と定義されており、公的な意義については触れられていない。